# Neromia phoenicosticta
Neromia phoenicosticta är en fjärilsart som beskrevs av Louis Beethoven Prout 1912. Neromia phoenicosticta ingår i släktet Neromia och familjen mätare. Inga underarter finns listade i Catalogue of Life.